# Gobiosoma hildebrandi
Gobiosoma hildebrandi és una espècie de peix de la família dels gòbids i de l'ordre dels cipriniformes que es troba a Panamà i Jamaica.